# Elmore (Vermont)
Elmore è un comune degli Stati Uniti d'America, situato nello Stato del Vermont e in particolare nella contea di Lamoille. La località è affacciata sulle rive del lago di Elmore.